# 1920 na arte

## Quadros
- Cabeça de Perfil de Manuel Jardim

## Nascimentos
| Data            | Nome                       | Profissão                                                                            | Nacionalidade  | Observações | Ref   |
| --------------- | -------------------------- | ------------------------------------------------------------------------------------ | -------------- | ----------- | ----- |
| 22 de Fevereiro | Jorge Ferreira Chaves      | arquitecto                                                                           | Portugal       | m. 1982     |       |
| 21 de Junho     | Carlos Scliar              | desenhista, gravurista, pintor, ilustrador, cenógrafo, roteirista e designer gráfico | Brasil         | m. 2001     |       |
| 21 de Junho     | Celestino de Castro        | arquitecto                                                                           | Portugal       | m. 2007     | [ 1 ] |
| 23 de Outubro   | Lygia Clark                | pintora e escultora                                                                  | Brasil         | m. 1988     |       |
| 23 de Novembro  | Wayne Thiebaud             | pintor                                                                               | Estados Unidos |             |       |
| 3 de dezembro   | Cruzeiro Seixas            | pintor e poeta                                                                       | Portugal       |             |       |
| 4 de Dezembro   | Nadir Afonso               | pintor e arquitecto                                                                  | Portugal       | m.2013      |       |
| 7 de Dezembro   | Manuel Pereira da Silva    | escultor                                                                             | Portugal       | m. 2003     |       |
| ??              | Feliciano Béjar            | escultor e pintor                                                                    | México         | m. 2007     |       |
| ??              | Luis García-Ochoa          | pintor e artista gráfico                                                             | Espanha        |             |       |
| ??              | Enrico Accatino            | pintor e escultor                                                                    | Itália         | m. 2007     |       |
| ??              | Francisco Castro Rodrigues | arquitecto                                                                           | Portugal       |             |       |

## Mortes
| Data          | Nome                          | Profissão                                     | Nacionalidade | Observações | Ref |
| ------------- | ----------------------------- | --------------------------------------------- | ------------- | ----------- | --- |
| 24 de Janeiro | Amedeo Modigliani             | artista plástico e escultor                   | Itália        | n. 1884     |     |
| 25 de Janeiro | Jeanne Hébuterne              | pintora                                       | França        | n. 1898     |     |
| 24 de Janeiro | Amedeo Modigliani             | pintor e escultor                             | Itália        | n. 1884     |     |
| 25 de Janeiro | Jeanne Hébuterne              | pintora                                       | França        | n. 1898     |     |
| 4 de Julho    | Max Klinger                   | pintor simbolista, escultor e artista gráfico | Alemanha      | n. 1857     |     |
| ??            | Raimundo de Madrazo y Garreta | pintor                                        | Espanha       | n. 1841     |     |